# Ringvaart (Gent)
De Ringvaart in Gent is een kanaal van 21,6 km lang dat een halve boog rond de Belgische stad Gent beschrijft en alle waterlopen die door deze stad lopen met elkaar verbindt.  

## Geografie
De ringvaart is verdeeld in drie vakken, van oost naar west en in wijzerzin: 
- het Zuidervak verbindt de Schelde (Zeeschelde) met opnieuw de Schelde (Bovenschelde) en Tijsluis van Merelbeke;
- het Westervak verbindt de Tijsluis van Merelbeke met het kanaal van Zwijnaarde, de Leie, het kanaal Gent-Brugge en het sluizencomplex van Evergem met de oude Westbekesluis;
- het Noordervak verbindt het sluizencomplex van Evergem met het kanaal Gent-Terneuzen.

Het Zuidervak is onderhevig aan getijden en ligt op het grondgebied van Melle en Merelbeke. De Ringvaart steekt hier, dwars door een hoogte, een stuk af van de Schelde, die zich een natuurlijke weg rond deze hoogte had gevonden.

## Geschiedenis
De aanleg van de Ringvaart begon in 1950; hij werd op 18 november 1969 officieel ingehuldigd. Dit kanaal snijdt de bocht af die de Schelde doorheen Gent maakt via een west-oostdoorsteek van het stuk Ringvaart tussen Zwijnaarde en Melle via de Tijsluis van Merelbeke. Het vergemakkelijkt de scheepvaart rond het Gentse, daar die niet meer gehinderd wordt door de sluizen in de binnenstad zoals de Gentbruggesluis en de Brusselsepoortsluis (ook "'t klein sas" genoemd). Als wachtbekken beperkt het het risico op overstromingen in de Gentse binnenstad.
Hierdoor verdwenen ook een aantal watergebonden activiteiten in de binnenstad en verkommerden sommige wijken. Het was aanleiding om soms vergezochte plannen op te stellen om nutteloze beddingen te dempen en te gebruiken voor metro of tram of het aanleggen van invalswegen.
De autoweg R4 rond Gent loopt voor een groot stuk langs de oevers van de Ringvaart.

## Seine-Scheldeverbinding
De Ringvaart maakt deel uit van het traject van de Seine-Scheldeverbinding, waardoor na o.a. de aanleg van een nieuw kanaal in Frankrijk schepen tot 4400 ton zullen kunnen varen tot de Parijse regio. Op de Ringvaart zal In het kader van dit Europees project nog een vistrap aangelegd worden aan het stuwsluizencomplex van Merelbeke.

## Capaciteit
De Ringvaart is overal toegankelijk voor binnenschepen tot 2000 ton. Sinds 2016 is het Noordervak van de Ringvaart om Gent (tussen Evergem en het kanaal Gent-Terneuzen aangepast voor schepen tot 4500 ton, in het kader van deze Seine-Scheldeverbinding

## Sluizen
Er bevinden zich twee sluizencomplexen op de Ringvaart, een ter hoogte van Evergem, het sluizencomplex van Evergem met de oude Westbekesluis, beter bekend als Evergem-sas, en de tijsluis van Merelbeke.